# Обедник
Обедник (мкд. Обедник) је насеље у Северној Македонији, у југозападном делу државе. Обедник припада општини Демир Хисар.

## Географија
Насеље Обедник је смештено у југозападном делу Северне Македоније. Од најближег већег града, Битоља, насеље је удаљено 40 km северно.
Обедник се налази у јужном делу области Демир Хисар. Насеље је положено у горњем делу тока Црне реке. Насеље се сместило у невеликој долини између планина, Бигле на југу и Плакенске планине на северу. Надморска висина насеља је приближно 750 метара.
Клима у насељу је планинска због знатне надморске висине.

## Становништво
По попису становништва из 2002. године Обедник је имао 273 становника.
У насељу су у готово подједнаком уделу заступљени етнички Македонци (49%) и Албанци (51%). Почетком 20. века искључиво становништво у насељу били су Албанци.
Значајне вероисповести у насељу су православље и ислам.